# 千島湖事件
千島湖事件（せんとうこじけん）とは、1994年3月31日に中華人民共和国・浙江省杭州市淳安県にある千島湖の遊覧船が中国人武装強盗に襲われた事件。
乗客であった台湾からの観光客24名と遊覧船乗員6名の30名全員が殺害され
、遊覧船は放火された。千島湖慘案とも。
当初、地元当局と公安機関が報道管制をしたうえ、中国側の司法当局による事件の事後処理が粗雑であったため、台湾人は大きな不満を持った。

## 事件の概略
1994年3月31日、浙江省杭州市淳安県の千島湖で運用されていた“海瑞号”が3人の強盗団に襲われ、乗員乗客30名全員が殺害された。強盗団は、船を放火して逃走した。予定では当日の夜には帰航していなければならなかったが、地元の公安機関は4月1日の午前になって捜索を開始し、事件の犠牲者を発見した。
しかし、現地の公安機関は報道管制を敷き、被害者家族に対しても事件の詳細を伝えなかったために台湾側から抗議が殺到し、海外の報道機関も様々な憶測を流すこととなった。4月9日に当時の台湾総統・李登輝は「中共の行為は土匪と同じだ。人民はこんな政府をもっと早く唾棄すべきだった」「（事件について穏便に言った方がよいという意見に対して）こんなときはガツンとやるに限るんだ。そうすると中国人はおとなしくなる。下手に出るとつけあがるよ。日本は中国に遠慮して、つけあがらせてばかりじゃないか」と述べ、土匪という激烈な言葉で中国を激しく批判したことから、台湾で波紋を呼び、中国からの武力攻撃を心配する声もあった。
中国軍所属の兵士が起こしたのが真相であるため、事件を隠蔽しようとしているのではないかと憶測した台湾メディアの報道もあり、台湾側は中国への観光客の渡航を禁止、中国への台湾資本の投資審査を停止するなど、そのほかの中台交流も中断することとなった。
4月17日になって浙江省公安機関が被疑者3名を拘束した。中国側は、犯人らは犯行のために軍服を着ただけであると釈明した。犯人3名は裁判ののち6月19日に死刑が執行された。
その後、事件について中国の李鵬首相が陳謝し、哀悼の言葉を述べている。

## 事件の影響
この事件に対する中国当局の対応への不満から、台湾では台湾独立を支持する割合が上昇した。